# Großer Falkenstein
Le Grosser Falkenstein est une montagne culminant à 1 315 mètres d'altitude dans la forêt de Bavière, contrefort de la forêt de Bohême.

## Géographie
Se situant au sein du parc national de la forêt de Bavière, du sommet, on a une vue large à l'ouest et au sud sur le Großer Arber, l'Osser, la ville de Zwiesel et le Großer Rachel.
À l'ouest se situe le Kleiner Falkenstein, également un point de vue remarquable.

## Ascension
L'ascension au sommet est possible par plusieurs sentiers. Les points de départ sont Zwieslerwaldhaus, Kreuzstraßl et Scheuereck pour une durée de deux heures environ. On peut passer devant la cascade du Höllbachgspreng, mais c'est un chemin difficile.

## Refuge
Au sommet se trouve un refuge de montagne de la section de Zwiesel de l'association de la forêt de Bavière, qui est exploité tous les jours en été et en hiver les week-ends et les nuitées sont possibles. Le refuge du Falkenstein est construit à l'automne 1932 selon les plans de l'architecte de la ville de Straubing, Oskar Schmidt, ouvert au public le 7 janvier 1933 et inauguré les 15 et 16 juin 1933 avec la messe du pasteur de Ludwigsthaler Maier.
Le 12 septembre 1975, le refuge rouvre après deux ans de rénovation et d’agrandissement devant 2 000 participants. Il offre maintenant 60 options d'hébergement.
En janvier 2018, les membres de l'association de la forêt de Bavière votent à l'unanimité pour la démolition et la reconstruction du refuge. Le 22 juin 2018, les travaux de construction commencent.